# Michalina Koscielniak
Michalina Koscielniak (* 1978 oder 1979) ist ein deutsches Fotomodell sowie Schönheitskönigin.

## Leben
Am 14. Januar 1998 wurde die damals 19-Jährige aus Delmenhorst im Space Dream Musical Theater in Berlin-Tempelhof zur Miss Germany gewählt, zusammen mit Mister Germany Adrian Ursache (23) aus Berlin. Bei der Wahl zur Queen of the World am 22. November des gleichen Jahres in Bonn belegte sie Platz 3.
In der Folgezeit arbeitete sie als Fotomodell und Moderatorin. So moderierte die polnischstämmige Koscielniak die Wahl der „Miss Polonia in Deutschland“ 2002 in Herne in deutscher Sprache, die polnische Moderation erfolgte durch Lech Krychowski.
2001 begann sie ein Studium der Wirtschaftswissenschaften an der Universität Bremen. Im Playboy 3/2006 posierte sie in einer Bilderstrecke über „Deutschlands schönste Studentinnen“.